# Signe feu

Symbole feu.

En astrologie, les signes de feu sont trois signes du zodiaque qui partagent le même élément, en l'occurrence le feu : le Bélier, le Lion et le Sagittaire. Cet élément ne correspond pas à une substance matérielle réelle ; c'est la représentation imagée d'un principe visible dans le tempérament.

## Présentation
Ces trois signes forment un triangle sur le cercle des signes du zodiaque; on dit qu'ils forment un aspect de Trigone (120° d'écart l'un avec l'autre) ; cet écart est jugé harmonique en astrologie : les trois signes ont des motivations, un élan vital, un dynamisme qui se rejoignent. En effet, ces trois signes sont censés être caractérisés par une « énergie qui est excitable, enthousiaste ». On leur associe la « puissance conquérante », la volonté, l'ambition. 
Au négatif, un signe de feu peut se révéler démesurément « personnel » (on entend par là agressif, despotique), « calcinant la Terre, asséchant l'Eau, consommant tout l'Air ». On cite aussi la surexcitation, l'exaspération, la précipitation.
Les signes d'air (la Balance, opposée polaire du Bélier ; le Verseau, opposé polaire du Lion et les Gémeaux, opposés polaires du Sagittaire), avec lesquels les signes de feu présentent un aspect d'opposition (180° d'écart l'un par rapport à l'autre) peuvent se révéler de « parfaits étrangers » pour les signes de feu, mais aussi, en leur apportant le sens du dialogue et l'esprit de réflexion qui leur font défaut à l'occasion, les signes qui leur sont les plus complémentaires. 
Cependant, le signe du scorpion pourrait être aussi lié à l’élément du feu. Car, l'astrologue André Barbault a déclaré dans son livre L'Astrologie, entretiens avec Michèle Reboul : « Le scorpion n'est pas un signe d'eau, mais de feu, voire d'eau de feu. L'eau de vie, la liqueur séminale, la lave sont des eaux de feu » (page 51).
Les planètes astrologiques correspondant à l'élément Feu sont le Soleil et Mars.